# Budia

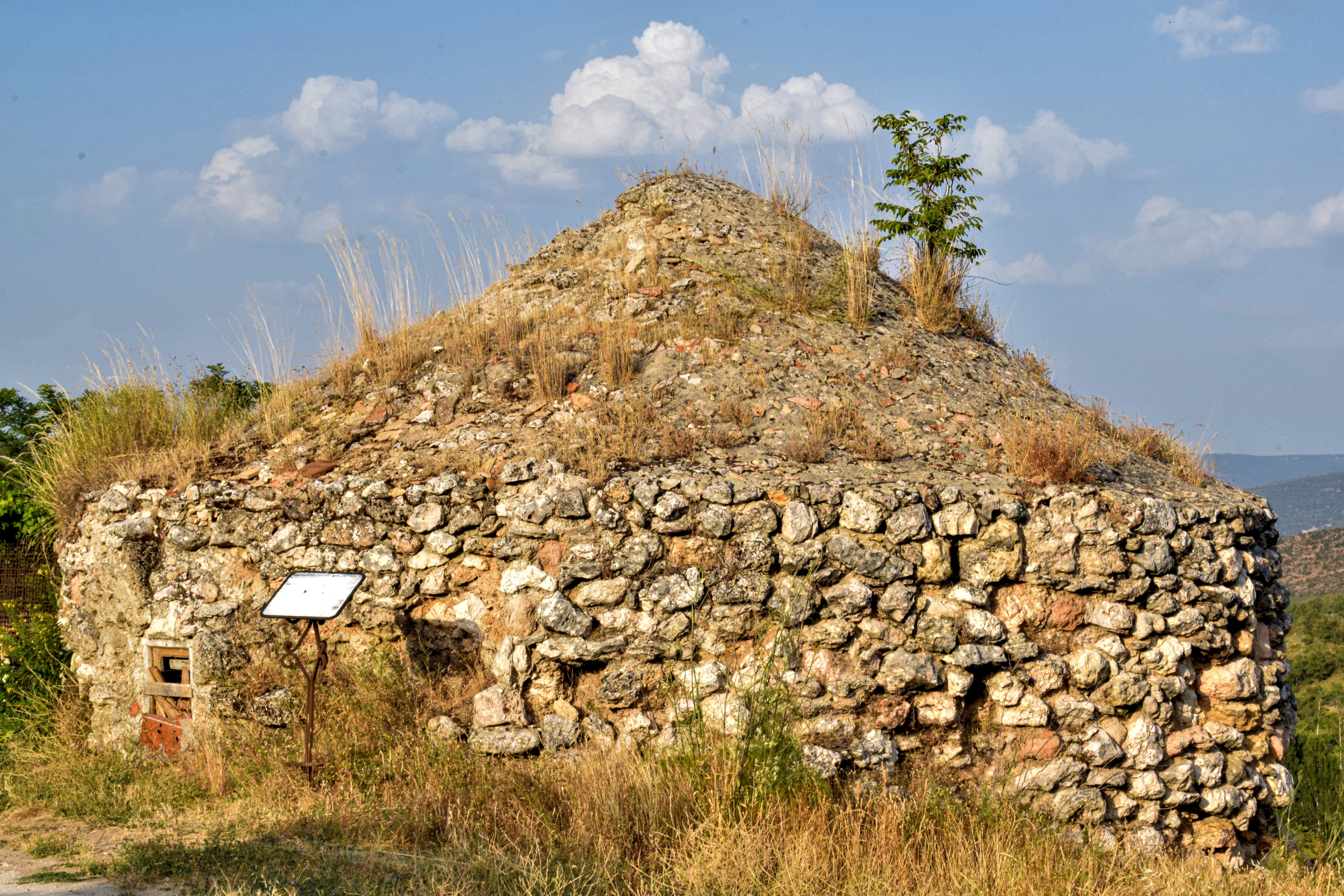
Nevera de los Monjes

Budia es un municipio y localidad española de la provincia de Guadalajara, en la comunidad autónoma de Castilla-La Mancha. El término municipal, ubicado en la comarca de La Alcarria, tiene una población de 216 habitantes (INE 2024).

## Geografía
Su emplazamiento es en cuesta sobre varios barrancos bien surtidos de fuentes, entre la llanura elevada de la Alcarria y el valle del río Tajo, embalsado por las presas de Entrepeñas y Buendía. Bellos paisajes en un entorno de piedra caliza y clima mediterráneo del interior. Vegetación de ribera en el fondo de los barrancos, que mantienen pequeñas huertas; restos de bosque mediterráneo y cultivos de secano de campos abiertos en el resto, que es la mayor parte del término municipal.

## Historia
Sus orígenes son oscuros, aunque la zona es de muy antigua ocupación histórica, desde tiempos prerromanos. Las primeras certidumbres vienen con su conquista por el Reino de Castilla junto a los territorios de la línea del Tajo a finales del siglo XI. Se incorpora a la comunidad de villa y tierra de Atienza, y al subdividirse esta correspondió a la Comunidad de Villa y Tierra de Jadraque, dentro del sexmo de Durón, población limítrofe con Budia.
Durante la peste del siglo XIV la despoblación de hasta cuatro núcleos cercanos, como El Peral, donde sólo quedó la ermita, beneficiaron la continuidad de Budia, que resistió.
Compartiendo destino con Jadraque, se concedió en señorío a los Carrillo en tiempos de Juan II, y así sigue en 1478, engrosando el Condado del Cid como uno de los títulos de la familia Mendoza, luego incluido en el Ducado del Infantado cuya casa solariega fue el famoso Palacio del Infantado, de estilo plateresco que aún se conserva en Guadalajara. 
El régimen señorial no afectaba a los asuntos cotidianos de Budia, que se resolvían por un concejo que en 1434 obtuvo privilegio real con el que obtiene título de villa. Las relaciones con los Duques se limitaban a una ofrenda de vasallaje por Navidad (siete arrobas y media de miel y veintiocho capones bien cebados).
Los siglos de la Edad Moderna ven prosperar sus actividades agrícolas e industriales, con famosas tenerías y cordobanes. La tradición afirma que el judío Don Adán fue su fundador. Además de cuatro ermitas situadas en distintos lugares del término, el lugar de culto principal es la iglesia parroquial (San Pedro Apóstol), reconstruida en el siglo XVI sobre la original de la época de repoblación; tras la quema de su retablo en la guerra civil destaca entre sus atractivos la presencia de dos tallas de Pedro de Mena. La sociedad local demostró ser muy dinámica. Una larga nómina de altos clérigos y funcionarios salieron de Budia.
El paso de los siglos fija el trazado urbano, dejando un peculiar espacio triangular a la plaza que hará de centro de las actividades locales. Población y riqueza eran suficientes para mantener un hospital y un convento de carmelitas (Nuestra Señora de la Concepción), hoy en ruinas, aunque se conserva una curiosa nevera. Mientras el convento estuvo activo, entre 1732 y 1835 (desamortización), organizaba la fabricación de paños para la confección de hábitos, que se distribuían por las demás fundaciones de la Orden.
La situación en el centro peninsular no libró a Budia de los peligros de la guerra: en 1710, durante la guerra de sucesión española, en el contexto de la batalla de Brihuega, el ejército del archiduque Carlos de Habsburgo, que se retiraba hacia Aragón, se acantonó cuatro días en el lugar y lo saqueó, valorándose los daños en 44 000 ducados (más de 14 000 raciones de pan, el tesoro y ornamentos de la iglesia, y la quema de más de 6000 colmenas). No obstante, el pueblo se recuperó y prueba de ello es que del siglo XVIII datan la mayor parte de las portadas ennoblecidas con dinteles de piedra y distintas inscripciones presentes por todo el pueblo. La Guerra de Independencia (1808-1814), que por un lado acabó con el régimen señorial, por otro marca el comienzo de la decadencia de la población.
Hacia mediados del siglo XIX, el lugar tenía contabilizada una población de 1539 habitantes. La localidad aparece descrita en el cuarto volumen del Diccionario geográfico-estadístico-histórico de España y sus posesiones de Ultramar de Pascual Madoz de la siguiente manera:

BUDIA: v. con ayunt. en la prov. de Guadalajara (6 leg.), part. jud. de Brihuega (3), aud. terr. de Madrid (15), c. g. de Castilla la Nueva, dióc. de Sigüenza (9): sit. al pie de un cerro llamado Cuesta Cabeza, y circunvalada de otros que las resguardan de los vientos, en particular por el N. y E. disfruta de agradable temperatura y clima sano, y sus enfermedades mas comunes son tercianas: forman la pobl. 450 casas; la consistorial que con la cárcel ocupa una de las 4 fachadas de la plaza de la Constitucion, tiene soportales, y sobre el edificio hay una torre en la cual está colocado el reloj público; escuela elemental completa, dotada con 2,600 rs. y la retribucion de los 100 alumnos concurrentes, que consisten en 2 y 3 rs. al mes, y 2, 4 y 6 mrs. semanalmente; 3 fuentes públicas de abundantes aguas, 3 ermitas (Sta. Lucia, la Soledad y San Gregorio); un hospital sin fondos y una igl. parr. (San Pedro Apóstol), servida por un cura y un vicario, de provision ordinaria en concurso, y por un capellan de ánimas: confina el térm. N. Valdelagua; E. Duron; S. Berninches, y O. San Andrés del Rey; comprende los desp.de Membibre, Peña-rubia y Pumarejos; dentro de él se encuentran tambien un conv. que fué de carmelitas descalzos, cuya igl. es ayuda de la parr. y sirve de cementerio; 2 ermitas (Sta. Ana y San Roque), un bonito santuario (Ntra. Sra. del Peral), edificio bastante sólido de piedra silleria con su órgano muy regular, un buen cementerio, y á sus inmediaciones una hermosa y abundante fuenta con dos caños; y dos paseos con arbolado que dirigen á los sitios de recreo llamados Fuente larga y Fuente del cuerno: el terreno es sumamente escabroso, y tiene un poco de huerta que recibe el beneficio del riego, de 3 arroyos que cruzan el térm., llamados de la Soledad, Val de Picazo y barranco de la Fuente larga, cuyas aguas reunidas á las inmediaciones de la v., despues de haber prestado esta utilidad y la de impulsar un balan y 3 molinos harineros, confluyen en el Tajo que pasa á una leg. escasa de la pobl.; hay 4 montes poblados de encina y divididos en varios cuarteles, en los cuales se hacen considerables cortas para carboneo, y su custodia y conservacion está á cargo de 2 guardas nombrados por el ayunt. caminos: los que dirigen á los pueblos limítrofes y los de Brihuega y Guadalajara, todos de herradura en mediano estado: el correo se recibe en la estafeta de la adm. de Brihuega, por un conductor que llega martes, jueves y sábados y sale lunes, miércoles y viernes. prod.: trigo, aunque no el suficiente para el consumo, cebada, avena, legumbres y mucho aceite y vino; cria ganado lanar, mular, asnal y caballar, y toda especie de caza de pluma y pelo. ind.: los indicados molinos harineros y batan, fáb. de paños ordinarios y de curtidos, una de jabon y 7 zapaterias. comercio, 18 tiendas de toda clase de art. y géneros de consumo, venta de los frutos sobrantes y productos de la ind., en el mercado que se celebra todos los sábados y en la feria que hay el 28 de agosto; importacion de los géneros, de que carece el pais y esportacion de los que no se espenden en la v., ya por los mismos vec. y ya por los muchos arrieros que concurren de todas partes. pobl.: 430 vec. 1,539 alm. cap. prod.: 7.753,200 rs. imp. 475,320 contr. 50,514: presupuesto municipal de 36 á 40,000 rs. que se cubren con los prod. de propios y arbitrios, y el déficit por reparto vecinal.
(Madoz, 1846, p. 471)

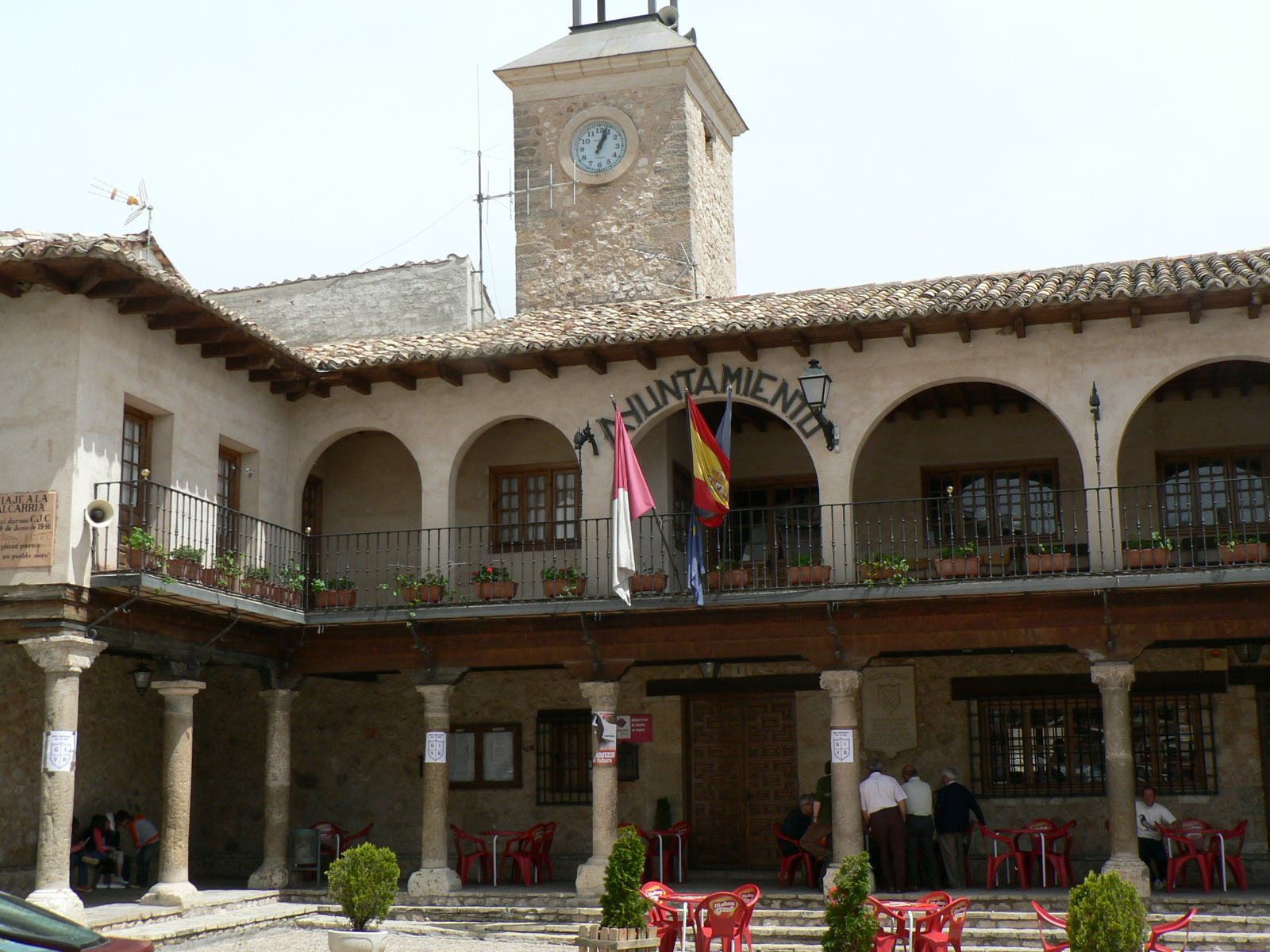
Plaza del ayuntamiento

La población apenas llegaba a los 1000 habitantes tras la guerra civil española de 1936-1939, periodo que Budia sufrió en la zona republicana, no muy lejos de las líneas del frente y encogida ante el paso de los aviones. El franquismo supone la mayor despoblación, con emigraciones masivas que dejan reducido a un tercio el censo, así como la actividad económica, reducida a una agricultura que al final del periodo acaba mecanizándose y manteniendo el nivel de subsistencia de los que se quedan a costa de la emigración de la mayoría. También algo influyó la concentración parcelaria. Las antiguas tenerías siguieron funcionando a escala artesanal, y surtieron de pieles a los encuadernadores de la famosa enciclopedia de Los Toros de José María de Cossío. En la actualidad, el declive demográfico continúa, aunque el envejecimiento de la población contrasta con la revitalización de actividades terciarias, turísticas y de construcción.

## Demografía
Budia cuenta con una población de 216 habitantes (INE 2024).
| Gráfica de evolución demográfica de Budia entre 1842 y 2021 |
| |
| Población de derecho según los censos de población del INE Población de hecho según los censos de población del INEEntre el censo de 1970 y el anterior, crece el término del municipio porque incorpora a Valdelagua |

En el Catastro de Ensenada se detecta la vitalidad demográfica y económica de la localidad, enumerándose las actividades agrícolas, ganaderas, artesanales y muy detalladas informaciones sobre población, casas, y asuntos impositivos y jurisdiccionales. Los vecinos (concepto que sólo incluía a los cabezas de familia) eran 467, de ellos 378 varones, entre los que 17 eran hidalgos y 88 mujeres entre viudas y solteras, «sin entrar en ellos criados de villa, médico y cirujano». Había «cuatrocientas sesenta y ocho casas de alquiler habitadas... veintisiete corrales separados y algunos solares o muladares sin incluir casa Ayuntamiento, Hornos, Cárcel, Pósito, Hospital ni Carnicería». El ayuntamiento ya tenía «reloj y campana».
Estimando que el número de habitantes suele considerarse un múltiplo cercano a tres o cuatro del de vecinos, la población a mediados del siglo XVIII había alcanzado ya el máximo de los censos posteriores. En cuanto a la comparación con otros núcleo, permite considerar que Budia ya actuaba como centro de la comarca próxima a pesar de ser Durón la cabeza del sexmo, pues contaba con más del doble de vecinos que esta (175 vecinos en el mismo Catastro), y una presencia de hidalgos y actividades económicas muy superior.
La evolución demográfica desde el siglo XIX fue en sentido marcadamente descendente, como indican los datos siguientes:

| Censo | Población de hecho | Población de derecho | Hogares |
| ----- | ------------------ | -------------------- | ------- |
| 1842  | ...                | 1530                 | 430     |
| 1857  | 1416               | ...                  | 376     |
| 1860  | 1430               | ...                  | 372     |
| 1877  | 1256               | 1287                 | 390     |
| 1887  | 1155               | 1157                 | 351     |
| 1897  | 1025               | 1045                 | 310     |
| 1900  | 999                | 1101                 | 315     |
| 1910  | 1136               | 1149                 | 326     |
| 1920  | 1041               | 1074                 | 280     |
| 1930  | 1012               | 1045                 | 253     |
| 1940  | 1007               | 983                  | 236     |
| 1950  | 997                | 1017                 | 289     |
| 1960  | 939                | 955                  | 236     |
| 1970  | 478                | 489                  | 144     |
| 1981  | 427                | 424                  | 138     |
| 1991  | 318                | 335                  | 125     |
| 2001  | ...                | 269                  | 120     |
| 2011  | ...                | 212                  | 90      |

## Fiestas patronales
Las fiestas patronales en honor a la Virgen del Peral se celebran el siguiente domingo al 8 de septiembre.
También se celebran las fiestas de San Pedro el 29 de junio, o en su defecto el fin de semana más cercano.

## En la literatura

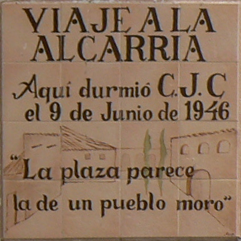
Placa cerámica recordando la estancia de Camilo José Cela en la localidad

Budia, apenas conocida como cuna en 1820 del actor y empresario teatral Manuel Catalina, ha pasado a la literatura sin embargo por aparecer en el Viaje a la Alcarria de Camilo José Cela el 9 de junio de 1946, donde dice de la plaza que «parece la de un pueblo moro» y de la fachada del ayuntamiento que «está enjalbegada y tiene una galería con unos arcos graciosos en la parte alta». En ese momento, el autor se autocensuró las verdaderas peripecias que le sucedieron y lo mal que se le recibió, aunque años más tarde las recordaba:

Hubo lugares donde todo se complicaba de repente. El alcalde de Budia, que era un animal, me metió en la cárcel. Cuando abandoné la mazmorra me fui a despedir del gobernador, que era gallego y teniente coronel de Veterinaria militar. Cuando supo lo que me había ocurrido me dijo que si yo quería le daba el cese al hombre aquél, pero que no le gustaría hacerlo porque era el menos burro del pueblo. De modo que así quedó la cosa.

Cela volvió a visitar Budia con ocasión del Segundo viaje a la Alcarria en el año 1986, cuarenta años después del primero.

## Patrimonio

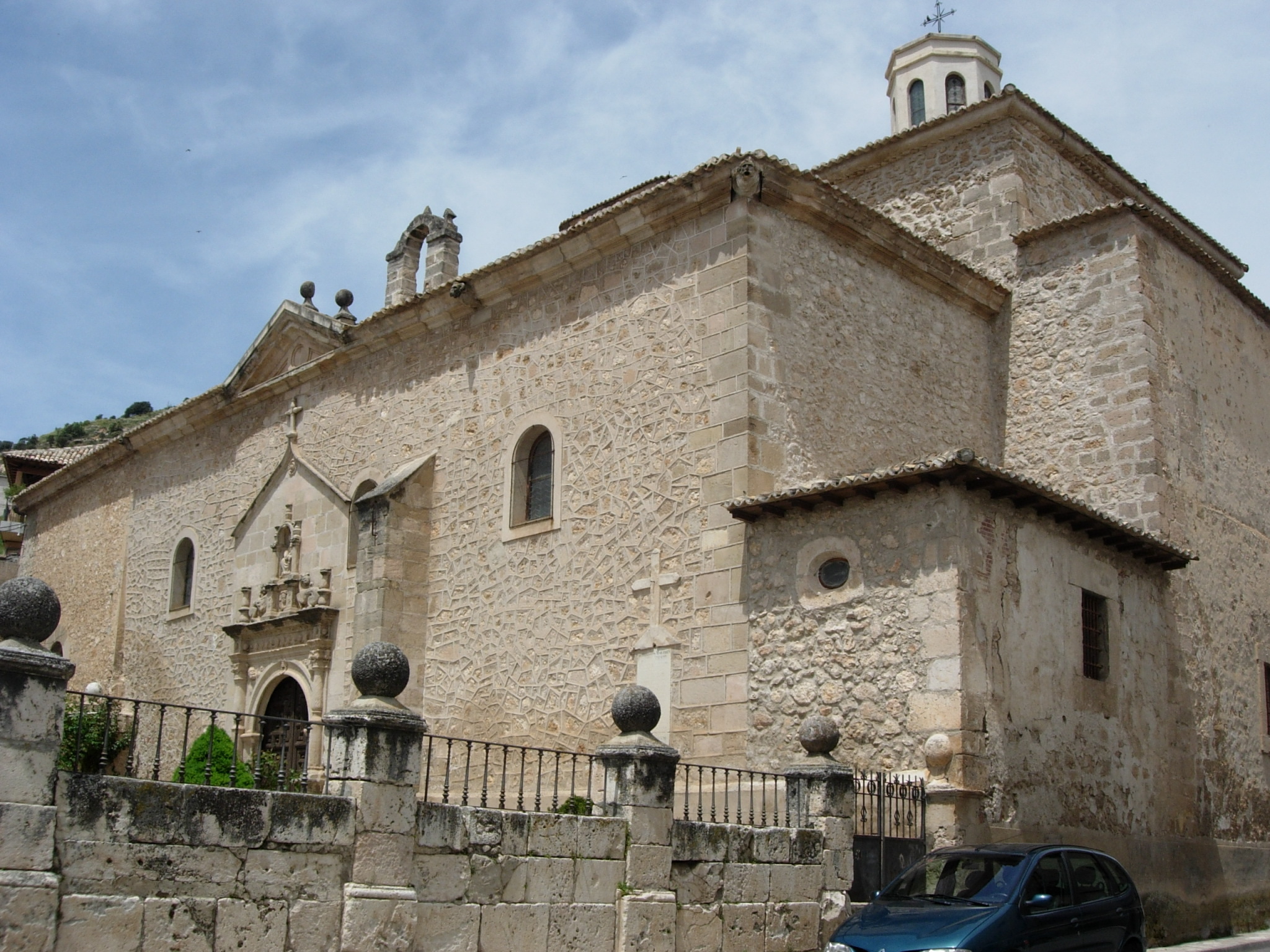
Iglesia de San Pedro

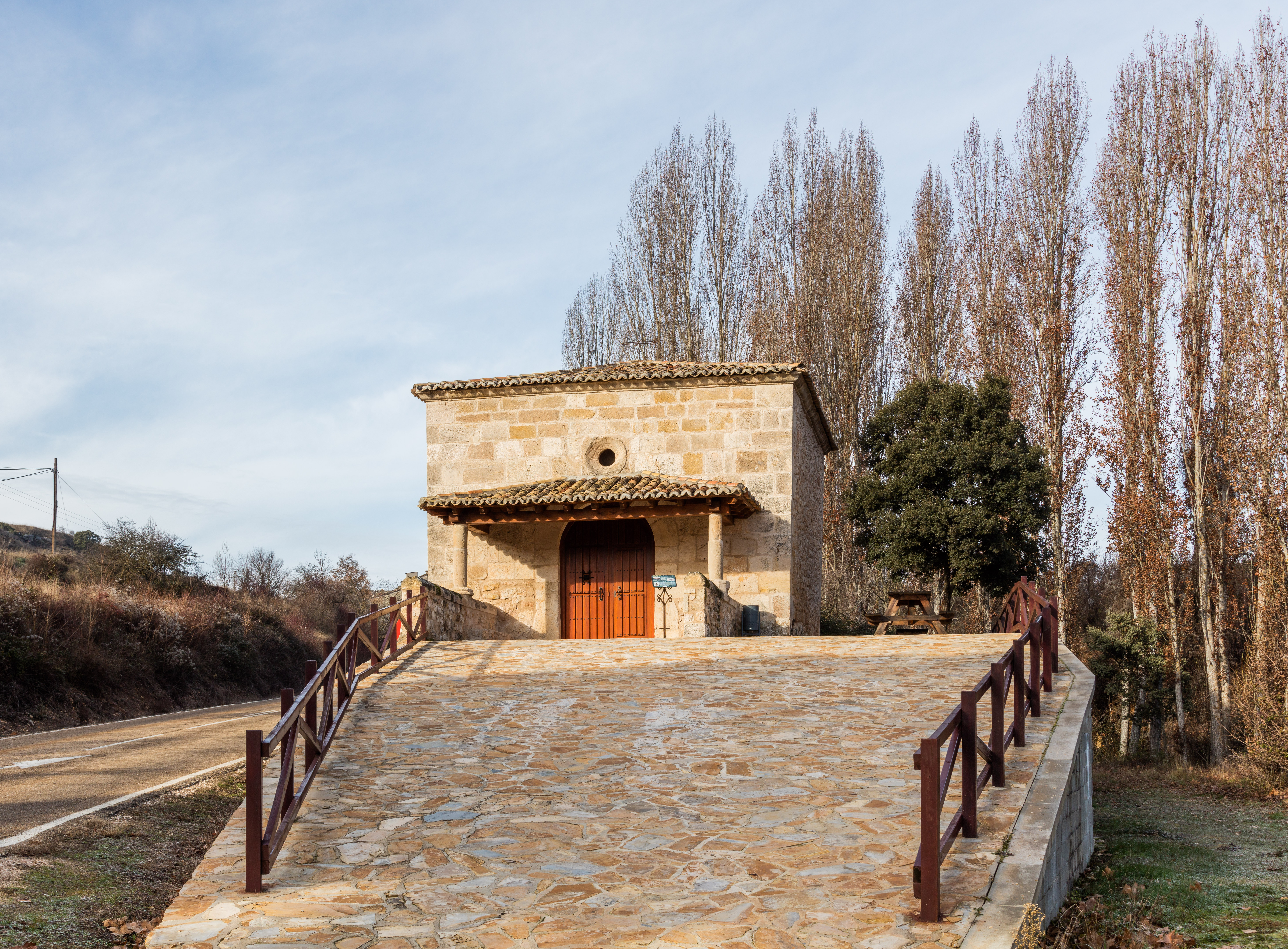
Ermita de San Roque

En la localidad hay una iglesia parroquial bajo la advocación de San Pedro Apóstol y una ermita bajo la de San Roque.